# کاوشگر آکاتسوکی
کاوشگر آکاتسوکی (あかつき, 暁 ، بمعنای سپیده دم) یا کاوشگرِ آب و هوای ناهید یا Planet-C یک کاوشگر فضاییِ مدارگرد از سویِ آژانس کاوش‌های هوافضای ژاپن، برای بررسیِ جو ناهید است. آکاتسوکی، تنها مدارگردی است که اکنون در مدار ناهید است.

## پرتاب
این کاوشگر در ۲۰ می ۲۰۱۰ به فضا فرستاده شد اما در تاریخِ ۶ دسامبر ۲۰۱۰ به دلیلِ خطایِ محاسباتی، در یک مدارِ خورشیدی قرار گرفت و از ورود به مدارِ ناهید ناکام مانده و در فضا سرگردان شد.

## ورود به مدار
این کاوشگر در سال ۲۰۱۵ این شانس را یافت تا با نزدیکیِ دوباره با سیاره ناهید، بارِ دیگر شانسِ خود را برای قرارگرفتن در مدار این سیاره بیازماید.
سرانجام این فضاپیمای بدون سرنشین با موفقیت، رانشگرهای سیستمِ کمکیِ کنترل واکنش خود را برای ۲۰ دقیقه در ۷ دسامبر ۲۰۱۵ و ساعتِ ۲۳:۵۱ روشن کرد و توانست واردِ مدارِ ناهید شود. این مانور توسط مرکز فضایی یوسودا در ژاپن و مرکزِ شبکهٔ فضای دور دستِ کانبرا کنترل می‌شد.

## امکانات
هم اکنون این کاوشگر با ۵ دوربین به بررسی و فرستادنِ عکس از ناهید مشغول است.